# Флорес Магон, Рикардо
Рика́рдо Фло́рес Маго́н (исп. Ricardo Flores Magón; 16 сентября 1873, Элохочитлан, Мексика — 21 ноября 1922, Левенуэрт, Канзас, США) — мексиканский анархист, деятель Мексиканской революции. Последователи Рикардо Флореса Магона и его братьев Энрике и Хесуса известны как магонисты.
Вместе с братом Энрике Флорес Магоном издавал газету «Regeneración» («Возрождение»), критиковавшую режим генерала Порфирио Диаса. Рикардо Флорес Магон также инициировал несколько восстаний против власти Диаса. В 1901 году вместе с братом Энрике организовал Либеральную партию Мексики. Несмотря на «либеральное» название, партия была близка к анархо-коммунизму, выступая за всеобщее равенство и за уничтожение частной собственности. Подвергаясь гонениям со стороны власти, в 1904 году эмигрировал в США, откуда продолжил руководство действиями против диктатуры генерала Диаса.
Книга П. А. Кропоткина «Завоевание хлеба» стала основой для недолго просуществовавших революционных коммун в Нижней Калифорнии во время «магонистского» восстания 1911 года. Поддержал Октябрьскую революцию (в статье «Русская революция» называл «Николая Ленина» «наиболее яркой революционной фигурой в мире»). За революционную деятельность Рикардо Флорес Магон пять раз арестовывался властями Соединённых Штатов, а в 1918 году был осуждён за антивоенную пропаганду на 20 лет тюрьмы, где и скончался. Возможно, был убит тюремными охранниками.

## Память
Следуя идеалам Магона, в Мексике в 1997 году была создана организация Народный совет коренных народов Оахаки имени Рикардо Флореса Магона. 
Его имя высечено золотыми буквами (бронзой с позолотой) на Стене почёта в зале заседаний Палаты депутатов мексиканского Конгресса, где, помимо прочих, увековечена память таких революционеров, как Сапата, Карранса, Вилья, Мадеро, Обрегон, Карденас, Анхелес.